# Scaphiophis raffreyi
Scaphiophis raffreyi — вид змій родини полозових (Colubridae). Мешкає в Африці на південь від Сахари.

## Поширення і екологія
Scaphiophis raffreyi мешкають в Еритреї, Ефіопії, Судані, Південному Судані, Уганді і Кенії. Вони живуть у вологих і сухих саванах, в акацієвих рідколіссях та на високогірних луках. Зустрічаються на висоті від 500 до 2500 м над рівнем моря.